# Marcel Schelle
Marcel Schelle (* 25. Juli 1997 in Fürth) ist ein deutscher Fußballspieler.

## Karriere
Schelle spielte bis 2013 in der Jugend des FC Rot-Weiß Erfurt. Zur Saison 2013/14 wechselte er zum FC Ingolstadt 04. Zur Saison 2014/15 kam er in die Jugend des FC Erzgebirge Aue. Zur Saison 2016/17 wechselte er zum SV Seligenporten. In zwei Spielzeiten in Seligenporten kam er zu 31 Einsätzen in der Regionalliga, aus der er mit dem Verein 2018 allerdings abstieg. Daraufhin wechselte er zur Saison 2018/19 zum vormaligen Ligakonkurrenten VfB Eichstätt. Für Eichstätt spielte er 32 Mal in der bayerischen Regionalliga und erzielte dabei acht Tore.
Zur Saison 2019/20 wechselte Schelle in den Norden zum ebenfalls viertklassigen VfB Lübeck. Für Lübeck kam er zu 13 Einsätzen in der Regionalliga Nord. Im Februar 2020 kehrte er nach Eichstätt zurück. Für Eichstätt kam er allerdings nur zu einem weiteren Einsatz, ehe die Spielzeit 2019/20 aufgrund der COVID-19-Pandemie unterbrochen wurde. Im August 2020 wechselte Schelle innerhalb der Liga zu Viktoria Aschaffenburg. In Aschaffenburg kam er zu zwei Regionalligaeinsätzen, zudem spielte er zweimal in der Aufstiegsrunde.
Zur Saison 2021/22 wechselte der Mittelfeldspieler zum österreichischen Zweitligisten SV Horn. Sein Debüt in der 2. Liga gab er im Juli 2021, als er am ersten Spieltag jener Saison gegen den SK Vorwärts Steyr in der 63. Minute für Pascal Macher eingewechselt wurde. Für Horn kam er zu 44 Einsätzen. Nach der Saison 2022/23 verließ er Horn.
Im September 2023 kehrte Schelle nach Deutschland zurück und schloss sich dem fünftklassigen TSV Kornburg an.